# Quintetto d'archi
Il quintetto d'archi o quintetto per archi è un complesso strumentale di cinque strumenti ad arco o una composizione musicale per tale organico. Esso è solitamente un quartetto d'archi a cui si aggiunge una seconda viola o un secondo violoncello.
La combinazione con due viole è la più diffusa nella musica classica occidentale; esistono tuttavia casi in cui il quinto strumento è un 
contrabbasso, come nel quintetto op.77 di Antonín Dvořák. Wolfgang Amadeus Mozart, autore di sei quintetti con due viole, è riconosciuto come il primo grande autore di quintetti, mentre un altro grande capolavoro è il quintetto in do maggiore (con due violoncelli) di Franz Schubert. Luigi Boccherini fu invece il maggior sostenitore del quintetto con due violoncelli.

## Quintetti celebri
- Louis Spohr

Quintetto per archi n. 1
Quintetto per archi n. 2
Quintetto per archi n. 3
- Franz Schubert

Quintetto per archi
- Johannes Brahms

Quintetto per archi n. 1
Quintetto per archi n. 2